# Marla (religion)
Pour les articles homonymes, voir Marla.
- (http://www.mari-el.name/mtr.html)

Le Marla (également connu sous les noms de Yumin-Yula (Юмын йӱла) ou de Tchimari « le Peuple du Soleil ») est une religion polythéiste pratiquée essentiellement par les Maris, peuple de tradition finno-ougrienne, autrefois appelés Tchérémisses. Les hommes prient généralement les divinités masculines et les femmes les divinités féminines.

## Éléments du culte

### Dieux et démons
La religion Marla compte neuf dieux principaux qui sont servis par 77 dieux secondaires ; voici les plus importants :
- Yuma, le Dieu, est le dieu suprême de la religion Mari. C'est lui qui a créé les hommes. Il a également créé le monde, sur lequel il règne ; pour cela, on le nomme également Kuruscha « Celui qui Détient tout ». Lorsqu'on parle de lui en relation avec sa famille, on le nomme alors Kugu Yuma « le Dieu Prééminent. »

- Yuman Ava, la Mère des Dieux, est l'épouse de Yuma, de leur union sont nés tous les autres dieux. C'est elle qui donne le souffle aux humains.

- Kérémeth (à ne pas confondre avec les lieux de prière du même nom) est le frère cadet de Yuma, il a servi Yuma lors de la création du monde, mais son orgueil l'a poussé à perturber cette création.

- Kudortsch Yuma, le Dieu du Tonnerre, est le dieu le plus vénéré. C'est un dieu ambivalent qui peut rendre la terre féconde ou stérile. Autrefois, les Maris enfermaient une statue de ce dieu à l'intérieur d'une cassette, généralement en bois de bouleau, qu'ils plaçaient ensuite dans un angle de leur chambre. On lui confie la garde du bétail, des animaux de labeur et de compagnie.

- Schotschen Ava, « la Mère du Déliement, » c'est d'elle dont dépend la fertilité des femmes et celle du bétail.

- Tiuntschi Yuma, le Dieu du Ciel.

- Le dieu du mal se nomme Chaïtan ; il habite au fond des eaux et atteint le summum de sa puissance maléfique vers midi, lorsque le soleil est à son apogée; il est le père d'un grand nombre de divinités malfaisantes, les Yö.

### Les keremeths
On appelle kérémeths (à ne pas confondre ni avec le dieu Kérémeth, ni avec les lieux de cultes marla quelquefois également appelés ainsi) toute une série de demi-dieux, dont le plus célèbre s'appelle Čumbulat (Чумбулат) ou Čumbylat (Чумбылат), qui est un guerrier légendaire guidant la nation mari.

### Lieux de culte

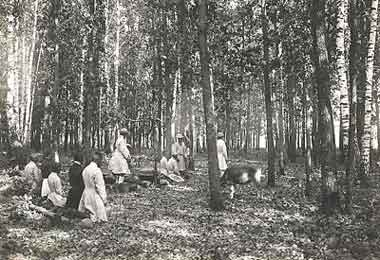
Culte Marla au début du XXe siècle

Les lieux de culte servant à adorer les divinités supérieures sont des clairières (ото) sacrées les kûsoto (кÿсото) ; il y en avait à l'origine plusieurs catégories :
- Les šken-oto qui étaient les lieux de culte familiaux ;
- Les nasul-oto pour les clans ;
- Les mer-oto qui réunissaient plusieurs villages ;
- Les tûunûa-oto qui étaient les clairières universelles réunissant une partie de la nation marie.

Idéalement, les oto devaient être situés près d'une rivière ; contenir un épicéa, symbolisant la part masculine, et un tilleul, symbolisant la part féminine ; leur accès fut longtemps réservé aux hommes, probablement jusqu'au début du XXe siècle ; les femmes sont maintenant acceptées, mais on leur demande de se couvrir d'un foulard lors des cérémonies.
Les lieux où sont priés les kérémeths (les esprits) s'appellent de la même manière des kérémeths, et cela par une sorte de construction synecdotique signifiant le lieu où se trouvent les esprits.

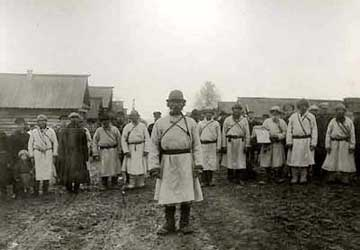
Un kart au début du XXe siècle

### Clergé
Le clergé Marla a trois catégories de servants : les prêtres du haut-clergé se nomment les karts, viennent ensuite les mushavés, puis les udshés ; les rites courants sont assurés par les yumlanes qui sont des vieillards ayant assez de connaissances pour accomplir les rites.
Pour former le clergé, il n'y a pas d'institutions analogues aux séminaires chrétiens. Peut devenir kart toute personne désignée par sa communauté. Mais les critères de sélection traditionnellement retenus sont les suivants : un bon kart doit avoir plus de 60 ans, il doit avoir honorablement vécu, il doit connaitre les rites marlas, il doit savoir bien parler.

### Culte
Le culte Marla était autrefois assez sanglant. Divers animaux étaient sacrifiés lors des cérémonies ; l'animal qui agréait le plus les dieux était un cheval blanc.

## Contes et légendes

### Čumbylat (Чумбылат)
Le demi-dieu le plus populaire parmi les Maris est sans aucun doute Čumbylat (ru). La plupart des textes et des chroniques le décrivent comme un kugyza (un roi) mari qui aurait vécu au XIe siècle, et qui aurait réuni tous les Tchérémisses sous une même bannière. Il n'existe toutefois aucun document original (traité, charte, pièce de monnaie, etc.) attestant de son existence ; la première référence extérieure à Čumbylat est probablement celle faite par le voyageur allemand Adam Ölschläger (Adam Olearius ou Oleary; 1599 - 1671) dans ses relations de voyage, publiées en 1636. 
Certains disent que la légende Čumbylat se rapporterait en fait à l'empereur perse Cambyse, elle aurait alors été transmises aux Maris par l'intermédiaire des Tatares. En outre, les légendes concernant Čumbylat diffèrent sur la forme d'un texte à l'autre, bien que le fond soit à peu près semblable : Čumbylat avait été grand roi du XIe siècle qui combattit avec succès tous les ennemis de la nation marie. Il vécut très longtemps; et un jour, sentant sa fin prochaine. Il demanda à ses sujets, lorsque le temps serait venu, de l'enterrer au sommet de la montagne qui se trouve au bord de la rivière Nemda et qui depuis porte son nom, le mont Čumbylat. 
« Ne pleurez pas, » dit-il à se sujets désespérés, « si l'ennemi se présente à nouveau, il vous suffira de vous rendre au sommet du mont Čumbylat et de m'appeler. Je reviendrai alors du royaume de morts pour vous aider. » Le temps passa, et un jour un enfant jouait à la guerre : il appela Čumbylat plusieurs fois, et celui-ci vexé d'être dérangé de cette façon se promit de ne plus jamais aider les Maris.
Autrefois, un culte à Čumbylat était organisé autour d'une pierre géante qui se trouvait à l'emplacement présumé de sa tombe, à la sortie du village de Čumbylatova. Cette pierre mesurait 35 pieds de haut et avait 110 pieds de large. Elle fut brisée en 1830 par les gendarmes russes à la demande du missionnaire orthodoxe Pokrovskii dans le but d'affaiblir la foi tchérémisse. Le mont Čumbylat fut ensuite enclos et la population marie fut expulsée de la région. Des cérémonies marla, théoriquement interdites, continuèrent toutefois de s'y dérouler discrètement jusqu'en 1991 ; et à partir de cette date, le mont Čumbylat fut rouvert au culte. En 1993, une réunion universelle de karts venus de tous les pays mariophones, la première autorisée depuis plus de 150 ans, s'y déroula.

### Pourquoi les Maris doivent-ils également adorer Kérémeth?
Il y a longtemps, les humains commencèrent à se répandre sur la terre ; ils se divisèrent en ethnies; se posa alors pour eux la question de savoir quelle religion pratiquer. Yuma décida alors de s'en occuper : il fit dire aux différentes ethnies qui peuplaient la terre d’envoyer un Ancêtre en tel lieu et date, il leur attribuerait alors une religion. Mais Kérémeth chercha à saboter l’œuvre de Yuma… 
L’Ancêtre-des-Maris se mit en route. En chemin, Kérémeth se présenta à lui sous forme humaine. Kérémeth et l’Ancêtre-des-Maris s’entretinrent alors de différentes choses ; et la discussion dura tellement longtemps que l’Ancêtre-des-Maris arriva en retard au lieu de rendez-vous fixé par Yuma.
Là, il rencontra un autre Ancêtre, qui lui dit que Yuma avait déjà attribué les croyances disponibles aux autres peuples de la terre. Et cet autre Ancêtre ajouta : « Pour te punir de ton retard, puisque tu adores papoter avec Kérémeth, tu devras également le vénérer. » 
« Alors prosterne-toi devant moi » dit Kérémeth, apparaissant soudainement à l’Ancêtre-des-Maris sous la forme d’un canard descendu d’un bouleau. « Tu as bien entendu ; c’est Yuma lui-même t’as ordonné de me vénérer ! » Et c’est depuis ce jour que le peuple mari doit également adorer le dieu Kérémeth.

### Croyances diverses
Autrefois, les Maris croyaient que les morts venaient tourmenter les vivants. Pour les en empêcher, ils leur perçaient alors les pieds et le cœur.

## Les principales Fêtes
Les fêtes traditionnelles marlas étaient essentiellement liées aux cycles agraires. Différents événements (Révolution soviétique, industrialisation, russification du Mari-El) contribuèrent à les modifier profondément. Quoi qu'il en soit, voici les principales.
- Le Pelediš Pajrem (Пеледыш пайрем), littéralement « la Fête des fleurs » ; est une fête assez récente, créée dans les années 1920 par le pouvoir soviétique, dans le but de concurrencer les fêtes païennes. Le Peledič Pajrem est aujourd'hui devenu très populaire bien qu'il soit assez différent des fêtes traditionnelles, puisqu'il ressemble aux festivals d'étés modernes tels qu'ils existent en Occident, avec des parades folkloriques, des bals et des soirées "discos", etc.

- Le Sürem (Сÿрем), la « fête des semis » ; c'est une fête, probablement d'origine tartare, équivalente de la fête chrétienne de Pâques. Pendant le Sürem se déroulaient autrefois des courses de chevaux. Lors de son dernier jour, les cavaliers parcouraient les villages alentour en annonçant sa fin: « Sürema kaen ! ».

- Le Parem u Kindin : la fête de la nouvelle récolte ; cette fête est également appelée Kischljan (пайрем гӱжлен) la fête des cailloux.

- Le Šorykjol (Шорыкйол), signifiant « le pied-de-mouton ». Les Maris de religion chrétienne le célébraient en même temps que le Noël orthodoxe et les païens vers le début du mois de janvier. C'est une fête très ancienne qui fut autrefois très populaire ; relativement abandonnée durant la période soviétique, le Šorykjol connait un renouveau certain parmi tous les habitants du Mari-El, même parmi ceux qui ne sont pas de tradition marie. Lorsque le Mari El était une société rurale, les gens allaient tirer les brebis par les pieds en exprimant le vœu qu'elles aient de beaux agneaux.

- Le Üârnâ (Ӱярня) également appelée en français le « Yarnia ». C'est une fête actuellement célébrée sept semaines après le Šorykjol. Elle dure une semaine et commence un lundi pour finir le lundi suivant. Autrefois, les dates de début et de fin du Yarnia variaient d'un canton à l'autre. Autrefois, avant son début, les gens nourrissaient les chevaux avec ce qu'ils avaient de mieux, puis ils nettoyaient la maison et prenaient un bain; ensuite, ils mettaient "les habits du dimanche" et s'entre-visitaient. Chaque maître de maison faisait mettre des crêpes, du pain et du sel sur la table, puis ils allumaient des bougies, les païens pour les dieux du Yarnia (le dieu du Yarnia proprement dit Ӱярня юмо, le Bon dieu blanc Ош поро юмо et le Dieu de la maison Сурт юмо) et les chrétiens pour les différents saints. Ensuite, visiteurs et hôtes priaient ensemble pour les ancêtres et pour la prospérité du village ; puis les gens dînaient en se racontant des anecdotes sur les ancêtres et sur la vie d'autrefois.

- Le Kugeče (Кугече), le « Grand Jour », se déroule sept semaines après le Yarnia. Cette fête ressemble à la chandeleur, lors de laquelle les gens mangent des crêpes.

- L'Agavajrem (Агавайрем) ou "fête de la charrue" qui avait lieu au printemps avant les semis d’été. Elle comprenait diverses réjouissances (course à pied, course à cheval, bataille d'œufs, etc. ); puis en soirée étaient organisés des sortes de pastiches de procès lors desquels les jeunes gens s'accusaient de délits imaginaires ou burlesques (ivrognerie, irrespect envers les autorités, larcins divers, etc.) puis étaient ensuite condamnés à des peines burlesques.

## Mouvements cultuels
Plusieurs mouvements cultuels traversèrent la religion marla. Certains de ceux-ci professèrent des idées assez différentes des croyances traditionnelles maries. Mais aucun ne se transforma en une religion séparés ou exclusive. 

### Le Kugu Sorta (кугу сорта)
L'un des plus anciens de ces mouvements fut le Kugu-Sorta, le Grand Chandelier, parce qu'une chandelle occupait une place centrale dans ses cérémonies.
Le Kugu Sorta se proposait de purifier la religion Marla de tout ce qui, selon ses adhérents, la défigurait. Mais sa principale innovation fut l'introduction du monothéisme avec Ûmo (Yuma) comme dieu unique. De nombreuses exigences morales furent également introduites, telles la propreté, le respect de la nature, l'amour fraternel, la tolérance et le travail, ainsi que le rejet de l'alcool, du tabac, du café et du thé. Le Kugu Sorta rejetait les propitiations ; ses membres s'engageaient à ne faire appel à la médecine qu'en cas de nécessité absolue ; le port de vêtements colorés était considéré comme un pêché et (probablement pour la première fois dans l'histoire de la religion Marla) les femmes furent admises aux cérémonies.
L'origine de ce mouvement est obscure, certaines sources laisseraient penser qu'il fut prêché dès les années 1770. Mais quoi qu'il en soit, le Kugu Sorta ne prit vraiment son essor que cent ans plus tard, à la fin des années 1870, à l'intérieur d'une communauté marie alors extrêmement appauvrie et menacée dans son existence même par l'avancée de populations russophones. Son principal prédicateur fut un ancien militaire russe du nom d'André Alexeev Iakmanov (Андрей Алексеев Якманов). Vers la fin de l'année 1887, un groupe de 37 responsables pétitionnèrent le Tsar pour demander l'officialisation du mouvement... mais, ces pétitionnaires étaient officiellement orthodoxes, et l'empire russe interdisait l'apostasie. Aussi, la pétition fut refusée et huit parmi les pétitionnaires les plus importants furent exilés en Sibérie.
Ce mouvement religieux eut une forte influence sur la population marie de la fin du XIXe et au début du XXe siècle. Il eut notamment un rôle dans les années 1920 et 1930, lors de la mobilisation des paysans contre la collectivisation des terres. Puis il s'étiola pour presque disparaitre dans les années 1960. Le Kugu Sorta fut ensuite revivifié, et même presque refondé, par M. Iouri Androganov en 1995.
Aujourd'hui, bien que le Kugu-Sorta traditionnel ne soit plus guère pratiqué parmi les Maris, le mot lui-même est devenu prestigieux. Plusieurs festivals portent ce nom.

### Le mouvement Ošmarij-Čimarij (Ошмарий-Чимарий)
En 1991 une nouvelle organisation cultuelle marie du nom d'Ošmarij-Čimarij qui pourrait se traduire par « Maris immaculés - Maris authentiques » se fit enregistrer à Moscou. Qui se donna pour but d'organiser la religion Marla et de la faire reconnaitre par les différentes instances du pouvoir russe.
Cette organisation, qui existe toujours, est dirigée par un synode, le Shnui Kangash, qui dirige le mouvement entre les congrès et qui est présidé par un dirigeant dénommé l'Onavui. Le premier de ces onavui fut Alexandre Yuzykain (Александр Михайлович Юзыкайн, 12 mars 1928 - 17 décembre 1996) ; à la suite d'élections qui se déroulèrent au printemps de 1994, il fut remplacé par M. Alexei Izergovich Yakimov.
Cette organisation possède actuellement une chênaie dans les faubourgs d'Iochkar-Ola où elle célèbre le culte Marla à sa façon. Elle a son propre livre de prière et possède son propre réseau de karts. La perception globale du mouvement Ošmarij-Čimarij varie selon les populations ; ainsi, un examen des sites internet et des journaux consacrés à ce mouvement permet de déduire que… 
- … l'élite mariophone semble lui être plutôt favorable, bien qu'elle n'adhère que très partiellement à ses idées.

- … les populations mariophones et russophones de base du Mari-El voient généralement le mouvement avec une certaine sympathie, mais semblent être relativement indifférente à ses principes et à son action considérés comme plutôt folkloriques.

- … l'élite russophone (militaires, administrateurs, fonctionnaires, etc.) lui est généralement hostile ; les principales critiques alors adressées sont les suivantes : ce mouvement est une secte ; il réinvente une tradition défunte dans le but de l'instrumentaliser contre le pouvoir russe ; il essaie de semer la discorde entre les peuples russes et maris.

## Historique

### Des origines jusqu'à la Révolution d'Octobre
La religion Marla est probablement l'une des plus anciennes religions pratiquées sans interruption par les humains ; ses origines remontent au Néolithique. 

### Sous le régime soviétique
Des années 1920 jusqu'au début des années 1970 environ, le culte Marla fut l'objet de diverses tracasseries de la part du pouvoir soviétique : les lieux de culte situés près des villes furent systématiquement bétonnés (un tel lieu de culte situé juste à la sortie d'Ioshkar-Ola fut, par exemple, transformé en une mini-centrale électrique) ; à la campagne, les chênes sacrés furent systématiquement coupés. En outre, la loi soviétique exigeait que les cultes se fissent à l'intérieur d'édifices consacrés ; or, le culte Marla se pratique dans des clairières. Les cérémonies devaient alors être particulièrement discrètes pour ne pas attirer l'attention des autorités.

### Situation actuelle
Actuellement, l'attitude des autorités envers le culte Marla est ambivalente : d'un côté, certains prêtres marlas se voient régulièrement empêchés de quitter le territoire national et se retrouvent régulièrement enfermés dans des asiles psychiatriques ; d'un autre côté, les officiels (presque tous russophones) de la république du Mari El assistent quelquefois aux cérémonies Marla les plus importantes.
Les cultes traditionnels de la Russie doivent se faire enregistrer pour bénéficier d'avantages divers (restitution des lieux de cultes confisqués au temps du communisme, reconnaissance officielle, etc.). Mais cette démarche est relativement compliquée pour la religion Marla. L'administration du Mari El est presque complètement russifiée et reste assez hostile à cette religion. Aussi, cette démarche d'enregistrement est compliquée pour les karts les plus âgés qui parlent peu (ou pas du tout) la langue russe ; elle est également compliquée pour les prêtres ruraux, généralement très pauvres, qui ne peuvent se permettre les nombreux trajets nécessaires jusqu'à Ioshkar-Ola. En outre, l'administration du Mari El « rechigne » à considérer les bois sacrés comme des lieux de cultes ; car cela l'obligerait à restituer des centaines d'hectares de forêts au culte Marla.